# Euphoresia albosparsa
Euphoresia albosparsa är en skalbaggsart som beskrevs av Moser 1913. Euphoresia albosparsa ingår i släktet Euphoresia och familjen Melolonthidae. Inga underarter finns listade i Catalogue of Life.